# Остров Сахалин (книга)
«О́стров Сахали́н» — книга А. П. Чехова, написанная в 1891—1893 годах в жанре путевых записок после путешествия писателя на остров Сахалин летом — осенью 1890 года. В основу книги легли как личные путевые впечатления Чехова, так и собранные им обширные статистические данные. Основное внимание в книге уделено сахалинской каторге.
По мнению исследователей, на жанр этой книги оказали влияние «Записки из Мёртвого дома» Ф. М. Достоевского и «Сибирь и каторга» С. В. Максимова, неоднократно упоминаемые автором в тексте.

## История создания и публикации
А. П. Чехов вернулся с Сахалина в Москву 8 декабря 1890 г. и в начале 1891 г. приступил к работе над книгой. Сначала он собирался напечатать всю книгу целиком и отказывался от публикации отдельных частей в сборниках или журналах, но в 1892 г. согласился опубликовать главу XXII («Беглые на Сахалине») в сборнике «Помощь голодающим».
Главы I—XIX впервые напечатаны в журнале «Русская мысль» в 1893 (№ 10—12) и 1894 гг. (№ 2—7). В 1895 г. книга вышла отдельным изданием, с добавлением глав XX—XXIII и с небольшими исправлениями первых девятнадцати, под названием «Остров Сахалин (Из путевых записок)». Глава XXII в отдельном издании перепечатана (со значительными сокращениями и поправками) из сборника: «Помощь голодающим».

## Отзывы современников
Путевые очерки Чехова вызвали немалый интерес у читателей и журналистов. Многие соглашались с выводами писателя. Так, Е. А. Ефимов был солидарен с Чеховым относительно критики устаревшего «Устава о ссыльных», в особенности с отправлением на каторжные работы детей. При этом он восхищался работоспособностью писателя: «Читая книгу, я удивлялся тому, как можно было в столь короткое время (три месяца) изучить так подробно быт сахалинской каторги и колонии». И далее добавлял: «Все сообщённые А. П. Чеховым <…> сведения составят <…> весьма ценный материал при рассмотрении и обсуждении вопроса об изменении системы наказания и отмены ссылки».
П. Ч. Чернч и П. Львов в томской газете «Сибирский вестник» отмечали, что «Чехов на этот раз мало описывает как художник. От слога его, сжатого и холодного, веет как будто тоской приунывшего туриста, не замечающего красоты окрестных мест. В отсутствии образности во всех описаниях Чехова, впрочем, обвинить нельзя».
С. А. Толстая 15 ноября 1898 года в своём дневнике оставила следующую запись: «Вечером читали вслух „Сахалин“ Чехова. Ужасные подробности телесного наказания! Маша расплакалась, у меня всё сердце надорвалось». Известный российский юрист А. Ф. Кони писал о Чехове и его книге: «Он предпринял с целью изучения этой колонизации на месте тяжёлое путешествие, сопряжённое с массой испытаний, тревог и опасностей, отразившихся гибельно на его здоровье. Результат этого путешествия, его книга о Сахалине, носит на себе печать чрезвычайной подготовки и беспощадной траты времени и сил. В ней за строгой формой и деловитостью тона, за множеством фактических и цифровых данных чувствуется опечаленное и негодующее сердце писателя».

## Галерея
- А. П. Чехов перед поездкой
- Фотография заключённых Сахалина из записок Чехова
- Сонька - Золотая ручка (Софья Блюфштейн) в 1898 году
- Михаил Семёнович Корса́ков (1826—1871) — русский государственный деятель, наказной атаман Забайкальского казачьего войска.
- Михаил Николаевич Галкин-Враской — русский государственный деятель и учёный, улучшавший положение заключённых и ссыльных.